# 尼古拉·馬爾科維奇
尼古拉·馬爾科維奇（1989年7月7日—）為塞爾維亞男子籃球運動員，場上主打大前鋒與中鋒位置。

## 職業生涯
2018年7月，馬爾科維奇加盟夫沃次瓦費克。2019年2月，馬爾科維奇離開夫沃次瓦費克加盟CSM奧拉迪亞。2020年6月，馬爾科維奇與CSM奧拉迪亞完成簽訂為期三年的合約。2021年7月，CSM奧拉迪亞宣布馬爾科維奇2021-22賽季、2022-23賽季會繼續效力球隊。2023年7月，CSM奧拉迪亞宣布與馬爾科維奇完成簽訂新合約。
2024年3月5日，CSM奧拉迪亞宣布與馬爾科維奇中止合作，據報導馬爾科維奇前往臺灣效力T1聯盟新北中信特攻，與昔日隊友德拉甘·澤科維奇以及克利斯蒂安·克拉伊納相聚。3月21日，新北中信特攻宣布馬爾科維奇完成階段性任務。10月3日，馬爾科維奇加盟瓦列沃梅塔拉克。

## 國家隊生涯
2007年馬爾科維奇代表塞爾維亞參加歐洲U18籃球錦標賽並獲得金牌；2009年馬爾科維奇代表塞爾維亞參加歐洲U20籃球錦標賽。
2013年馬爾科維奇代表塞爾維亞參加喀山世大運男籃賽並收下銅牌。

## 外部連結
- 尼古拉·馬爾科維奇的Instagram帳戶
- 尼古拉·馬爾科維奇在fiba.basketball（英语）
- 尼古拉·馬爾科維奇在archive.fiba.com（archived）（英语）
- 尼古拉·馬爾科維奇在亞得里亞海聯賽（英语）
- 尼古拉·馬爾科維奇在Basketball-Reference.com（國際）（英语）
- 尼古拉·馬爾科維奇在Eurobasket.com（球員）（英语）
- 尼古拉·馬爾科維奇在RealGM（英语）
- 尼古拉·馬爾科維奇在Proballers（英语）